# Friedrichshagener Straßenbahn

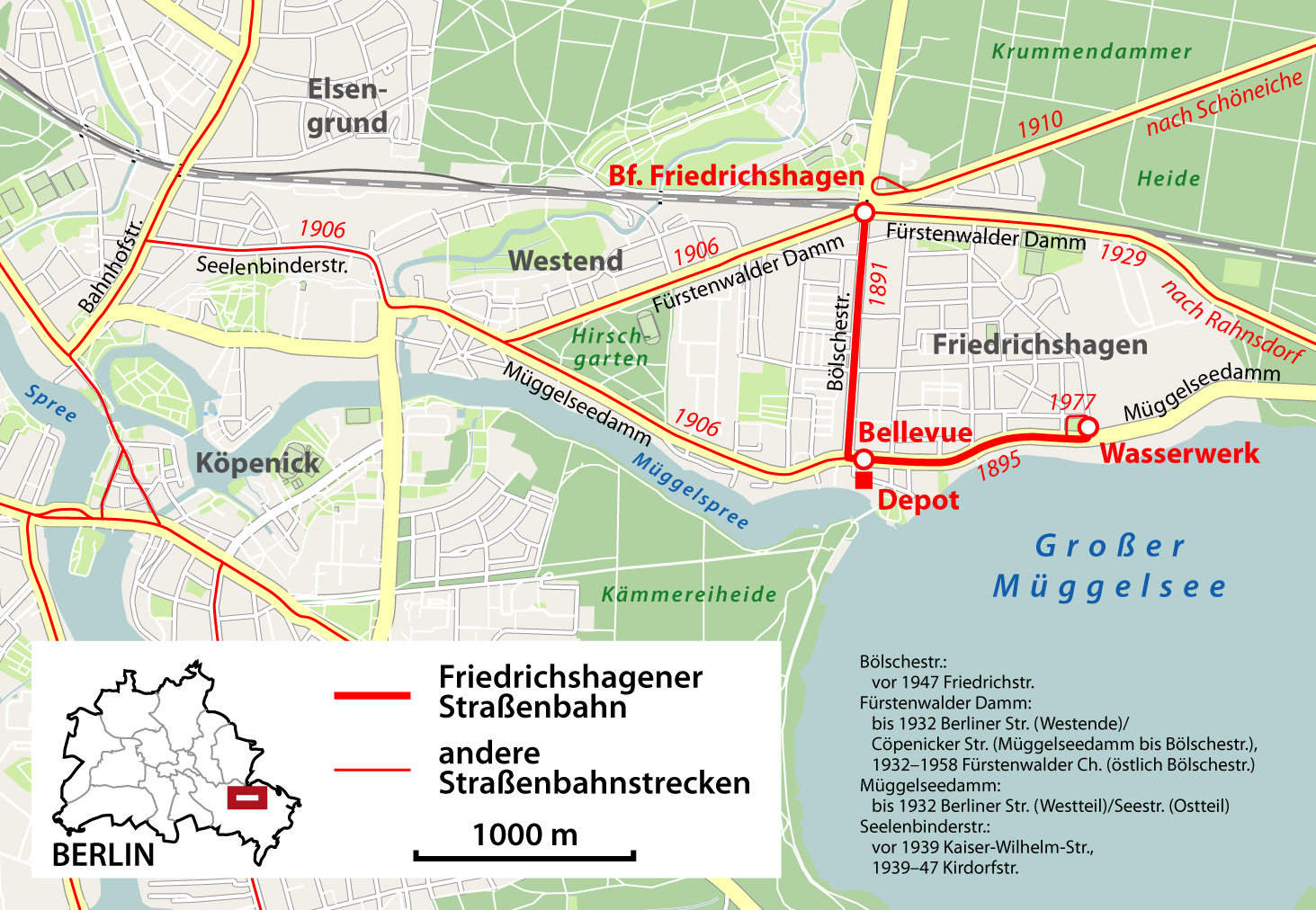
Netzplan der Friedrichshagener Straßenbahn mit den anliegenden Strecken

Die Friedrichshagener Straßenbahn war ein selbstständiger Straßenbahnbetrieb in der Landgemeinde Friedrichshagen bei Berlin. Das zunächst private Unternehmen betrieb ab 1891 eine meterspurige Strecke von 1,3 Kilometern Länge. 1894 übernahm die Gemeinde Friedrichshagen die Bahn, die damit zur ersten Gemeindestraßenbahn innerhalb der heutigen Grenzen Berlins wurde. Die Bahn war eine Pferdebahn, während der ersten drei Jahre zogen in den Sommermonaten Dampflokomotiven die Wagen. 1895 wurde die Strecke zum Wasserwerk Friedrichshagen verlängert. Nach 15 Jahren übernahm 1906 die Städtische Straßenbahn Cöpenick (SSC) den Betrieb, baute die Strecke auf Normalspur um und elektrifizierte sie. Mit dem Groß-Berlin-Gesetz wurde Friedrichshagen nach Berlin eingemeindet und die SSC von der Berliner Straßenbahn übernommen. Die Strecke wird heute von der Linie 60 bedient, ergänzt von der Linie 61.

## Geschichte

### Anfangsjahre
Friedrichshagen war seit dem 23. Oktober 1842 mit einem Haltepunkt an der Niederschlesisch-Märkischen Bahn an das preußische Eisenbahnnetz angeschlossen. In der zweiten Hälfte des 19. Jahrhunderts entwickelte sich der Ort am Großen Müggelsee zu einem gefragten Wohn- und Ausflugsort. Zu dieser Zeit bestand bereits eine von den Fuhrunternehmern Gustav und Carl Hinz mit Kremsern betriebene Pferdeomnibuslinie zwischen Bahnhof Friedrichshagen und dem Müggelsee.

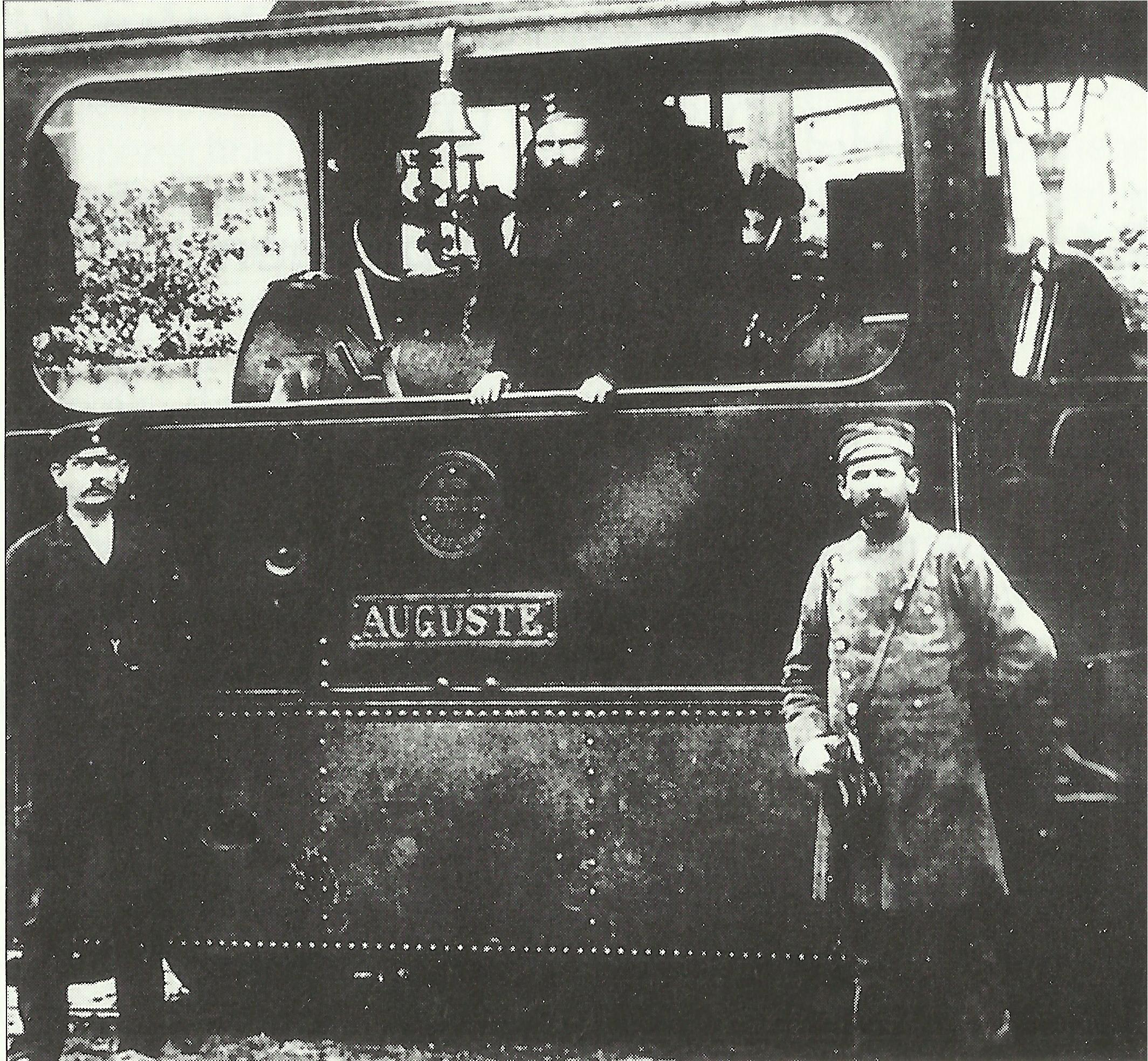
Lokomotive Auguste im Eröffnungsjahr 1891

1891 gründete der Hallenser Unternehmer Georg von Kreyfeld die Gesellschaft Friedrichshagener Straßenbahn von Kreyfeld & Co., deren Streckenbau im April desselben Jahres begann. Die Bahn führte vom Bahnhof im Norden durch die Friedrichstraße zur Endhaltestelle Bellevue. Das gleichnamige Ausflugslokal befand sich unweit davon am Ufer des Großen Müggelsees. Die Gesamtlänge der in Meterspur ausgeführten Strecke betrug etwa 1,3 Kilometer, die Baukosten wurden mit 70.000 Mark beziffert. Am 15. Mai wurde die Straßenbahn feierlich eröffnet, am 19. Mai erfolgte die reguläre Betriebsaufnahme.
| Einnahmen | 14.565 Mark |
| Ausgaben  | 11.422 Mark |
| Gewinn    | 03.143 Mark |

Da vor allem Ausflügler die Bahn nutzten, verkehrten die Züge wie damals auch in Cöpenick im Anschluss an die Vorortzüge von und nach Berlin. Als Besonderheit verkehrte die Bahn in den Sommermonaten als Dampfstraßenbahn, während in der kalten Jahreszeit Pferde zum Einsatz kamen. Der Dampfbetrieb wurde nach drei Jahren im Juli 1894 wieder aufgegeben, nachdem es laut Aussage der Vossischen Zeitung zu wiederholten Unfällen kam.
Im Herbst 1894 wurde das Unternehmen von der Landgemeinde Friedrichshagen gekauft. Wenige Monate darauf, am 1. Januar 1895, wurde die Linie durch die Seestraße zum Wasserwerk Friedrichshagen erweitert. Die Gesamtlänge der Strecke erhöhte sich dadurch auf 2,35 Kilometer, die Fahrtdauer betrug etwa 16 Minuten. Ende 1896 regte die Gemeinde die Verpachtung der Bahn an. Da sich jedoch kein Interessent für das Vorhaben fand, wurde es auf unbestimmte Zeit verschoben. Friedrichshagen war damit die erste Gemeinde innerhalb der heutigen Grenzen Berlins, die ihre Straßenbahn selbst betrieb.

### Anschluss nach Cöpenick

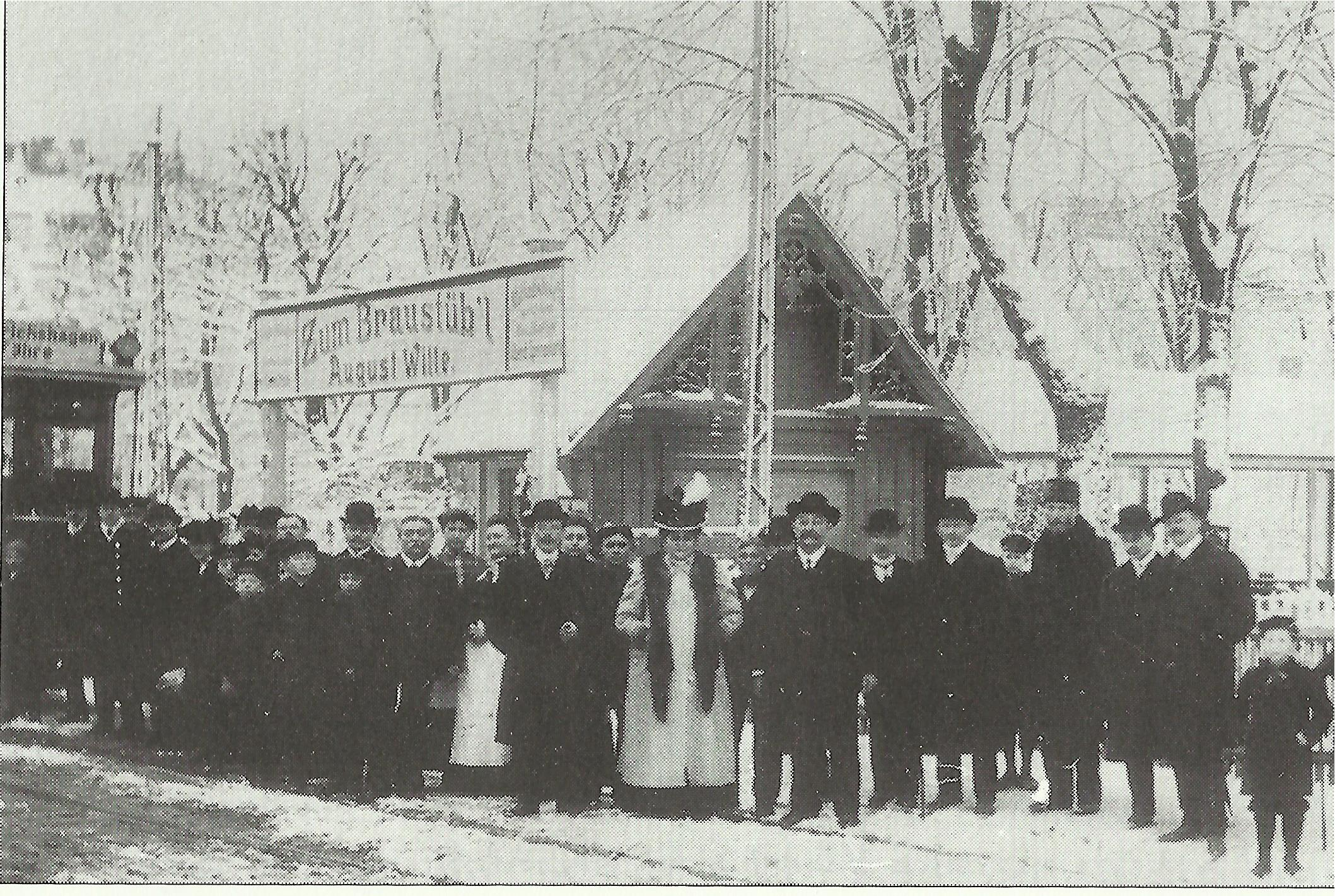
Fahrgäste des Eröffnungszuges der Linie 5 vor der Friedrichshagener Brauerei

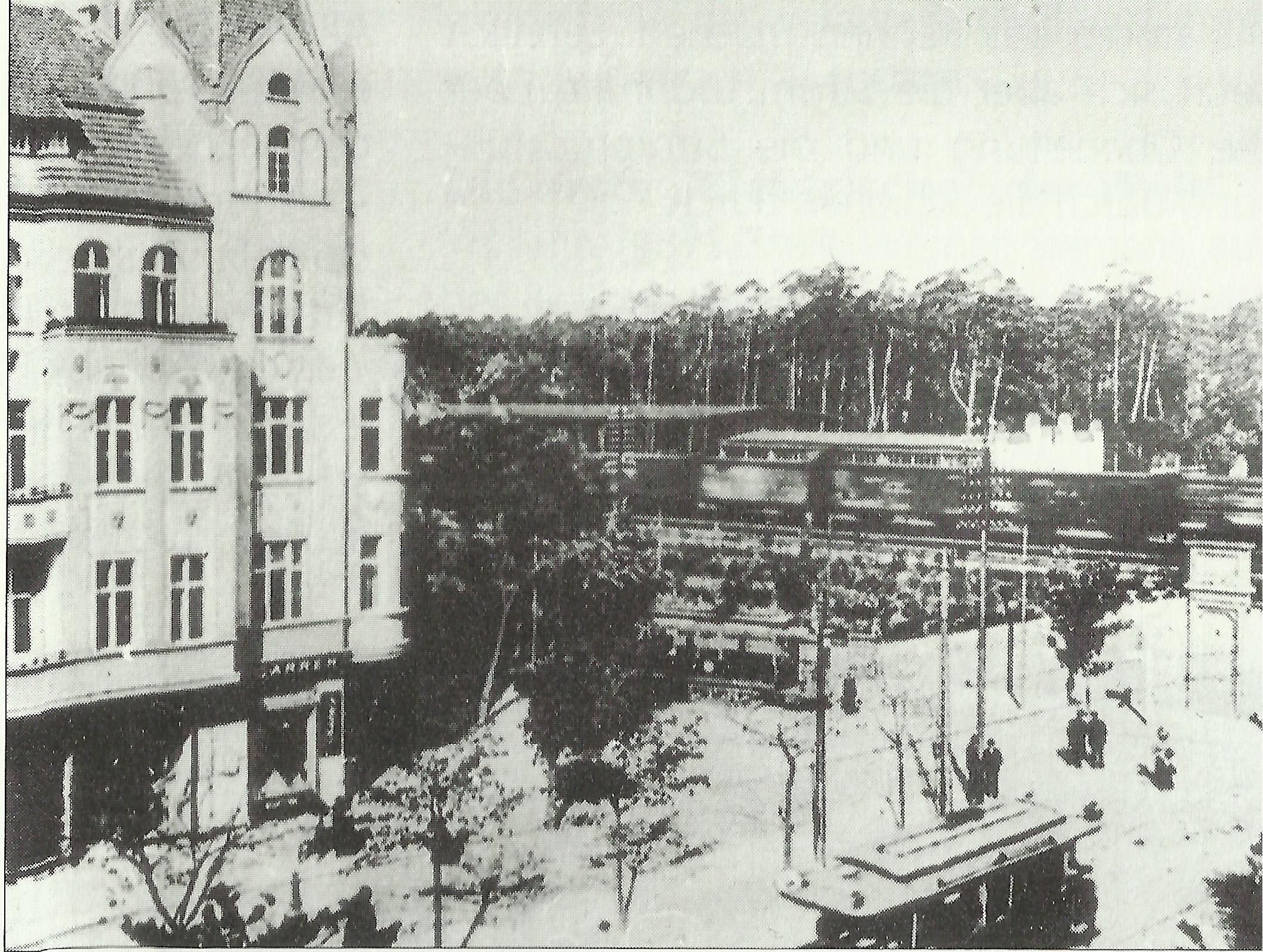
Bahnhof Friedrichshagen mit einem Triebwagen der SSC im Vordergrund um 1907

1906 erwarb die Städtische Straßenbahn Cöpenick die Straßenbahn von der Gemeinde. Da die Cöpenicker Straßenbahn elektrifiziert war und auf Normalspur lief, erforderte eine Verbindung beider Netze die Umspurung und Elektrifizierung der Friedrichshagener Straßenbahn. Im Dezember waren der Umbau der Strecke sowie der Neubau von zwei Zufahrtstrecken abgeschlossen. Die südliche führte entlang der Seestraße, die nördliche vom Bahnhof aus entlang der Cöpenicker Straße (heute Fürstenwalder Damm). Beide Strecken vereinten sich am Hirschgartendreieck und wurden von dort weiter zur Cöpenicker Bahnhofstraße geführt. Am 22. Dezember 1906 erfolgte die Betriebsaufnahme auf den Strecken. Die vormalige Friedrichshagener Bahn wurde als Linie 4 der SSC weiterbetrieben. Hinzu kamen die Linien 6 und 7, welche entgegengesetzt als Schleifenlinie über die Zufahrtstrecken und die Friedrichstraße zum Bahnhof Spindlersfeld beziehungsweise zum Betriebshof Cöpenick fuhren. Außerdem gab es kurze Zeit die Einsetzlinie 5 vom Bahnhof Cöpenick zum Bahnhof Friedrichshagen.
Bereits 1907 wurde die Linie 5 auf Grund des Parallelverkehrs zur Vorortbahn wieder eingestellt; die übrigen Linien verkehrten dagegen bis 1921 unverändert. Während die Linie 4 an ihren Endpunkten nur kehren musste, wurden die übrigen Linien innerhalb von Friedrichshagen als Schleifenfahrt geführt. Die 5 und 7 verkehrten ab Hirschgarten über Seestraße und Friedrichstraße zum Bahnhof Friedrichshagen und anschließend über die Cöpenicker Straße wieder zurück, die 6 nahm den umgekehrten Weg im Uhrzeigersinn. Die Friedrichstraße als Hauptstraße Friedrichshagens wurde somit von allen Linien bedient.
Für den Betrieb der Strecken innerhalb von Friedrichshagen musste die SSC jährlich eine Abgabe in Höhe von 2000 Mark an die Gemeinde zahlen. 1912 wurde der Betrag auf 3000 Mark erhöht.
Während des Ersten Weltkrieges kam es zunächst nur zu geringen Einschränkungen im Betrieb. Da ein Großteil des Personals den Kriegsdienst antrat, kamen auch Schaffnerinnen zum Einsatz. Zum Kriegsende wurde die SSC wiederholt zu weiteren Einschränkungen auf Grund des fortschreitenden Kohle- und Personalmangels gedrängt. Zwischen dem 16. und dem 19. Januar 1918 kam es zur witterungsbedingten Einstellung des Straßenbahnverkehrs innerhalb von Friedrichshagen und nach Cöpenick. Die Linie 4 blieb wegen Kohlerationierungen bis zum 6. Februar 1918 eingestellt.

### Bestandteil der Berliner Straßenbahn

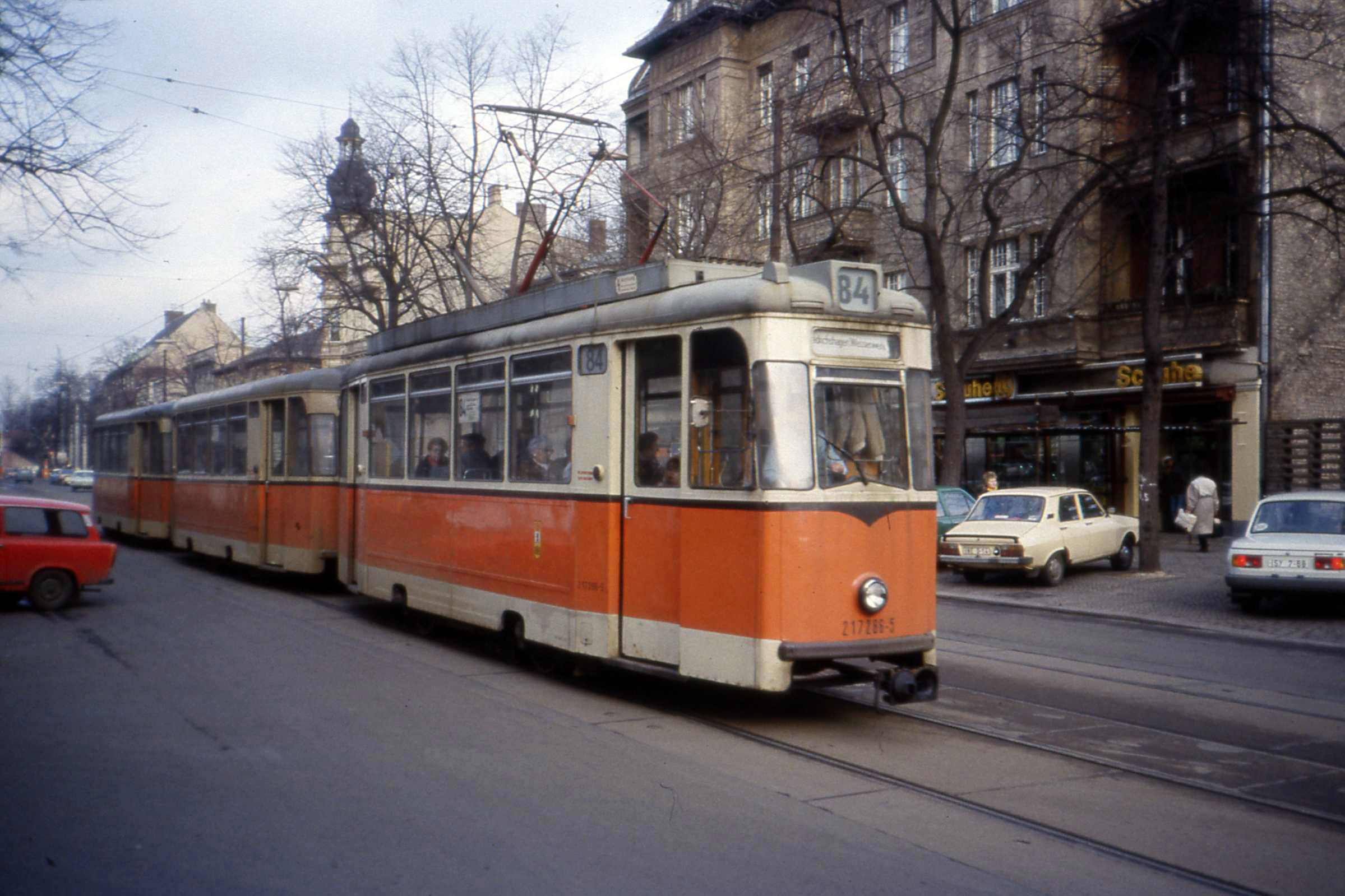
Rekozug auf der Linie 84 Richtung Wasserwerk in der Bölschestraße, 1990

Am 1. Oktober 1920 trat das Gesetz über die Bildung der Gemeinde Groß-Berlin in Kraft. Cöpenick, Friedrichshagen und weitere Gemeinden in der Umgebung wurden nach Berlin eingemeindet und bildeten dort den Bezirk Cöpenick. Die SSC ging im Dezember desselben Jahres in der neu entstandenen Berliner Straßenbahn auf.
Mit Übernahme der SSC durch die Berliner Straßenbahn wurden die Linien 6 und 7 mit zwei weiteren Linien im Jahr 1921 zur Linie 184 (ab Dezember 1922 als Linie 84) zusammengefasst, die Linie 4 verkehrte als Linie 85 zunächst unverändert weiter. Die Hirschgartenstrecke wurde lediglich im Uhrzeigersinn über Cöpenicker Straße, Friedrichstraße und Seestraße bedient. 1923 übernahm die 84 dann auch den Ast zum Wasserwerk.

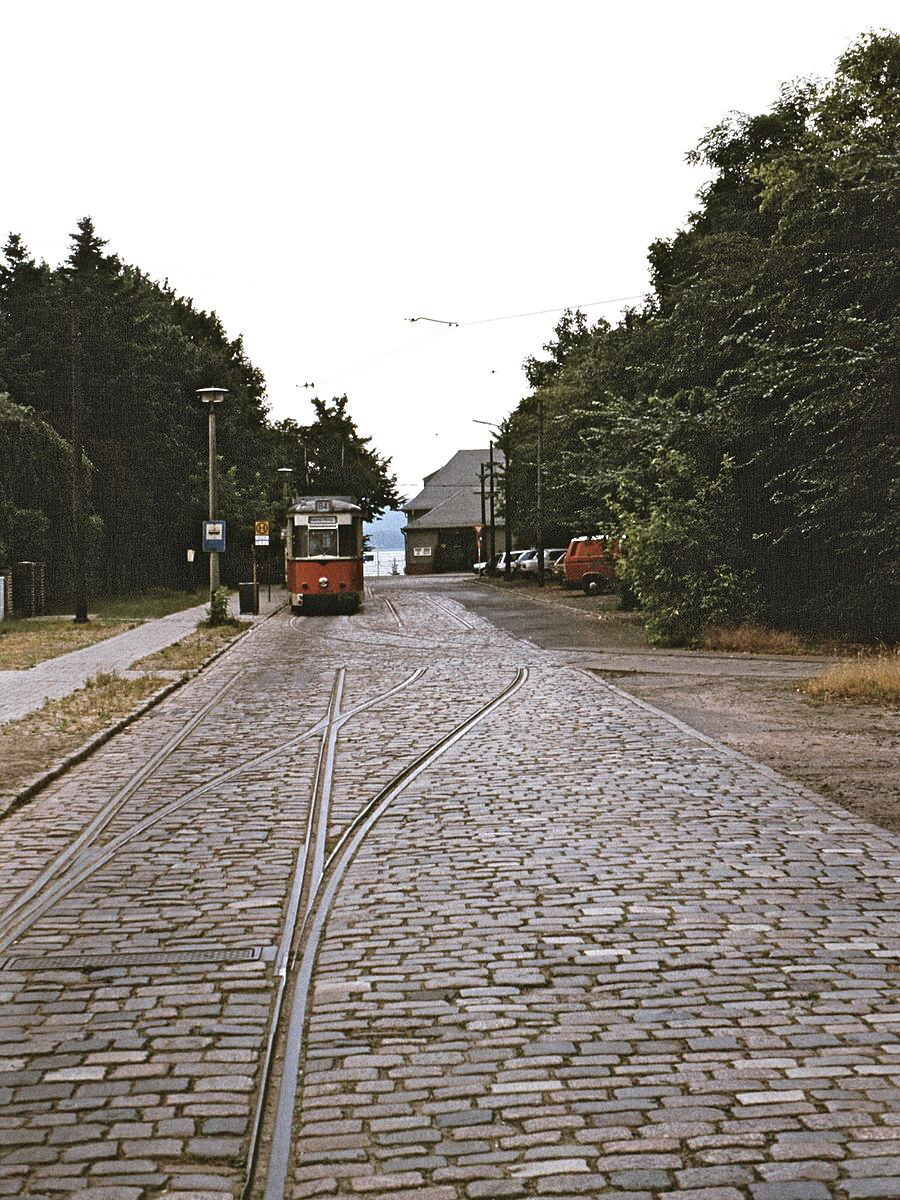
Ehemalige Kuppelendstelle Wasserwerk, 1991

Die Nachkriegsfolgen, insbesondere die Hyperinflation, trieben die kommunale Berliner Straßenbahn in den Ruin. Am 9. September 1923 ruhte für einen Tag der gesamte Berliner Straßenbahnverkehr. Einen Tag darauf nahm die Berliner Straßenbahn-Betriebsgesellschaft als privatwirtschaftliches Unternehmen den Betrieb auf 32 von ehemals 85 Linien auf. Die Linie 84 von Altglienicke wurde bis Bahnhof Friedrichshagen zurückgezogen und blieb für die nächsten zwei Jahre die einzige Linie im Ortsteil. 1925 kam die Linie 187 zwischen der Berliner Friedrichstadt und Bahnhof Friedrichshagen hinzu.
Am 11. Dezember 1928 wurde die Linie 84 in Altglienicke zur Straße Am Falkenberg verlängert, zudem wurde der Ast zum Wasserwerk Friedrichshagen wieder bedient. Am 17. Juli 1929 ging die Verlängerung der Linie 187 vom Bahnhof Friedrichshagen über den Fürstenwalder Damm zum Ortsrand von Rahnsdorf in Betrieb. Eine Verbindung mit der in einem Kilometer Entfernung verlaufenden Woltersdorfer Straßenbahn wurde nicht hergestellt. Weitere Pläne sahen die Verlängerung der Linie 84 im Zuge des Müggelseedamms ebenfalls nach Rahnsdorf sowie die Fortführung beider Strecken in Richtung Erkner vor. Ab 1941 wurde die Linie 187 mit der Nummer 87 weiter betrieben. Die Linien 84 und 87 (ab 1973 als Linie 25) verkehrten in dieser Form, von kurzzeitigen Ausnahmen abgesehen, bis 1993 zum Wasserwerk (84) beziehungsweise nach Rahnsdorf (87/25). Die entgegengesetzten Endpunkte wechselten mehrmals. Am 23. Mai 1993 führte die Neugliederung des Straßenbahnliniennetzes zur Umbenennung der 84 in die Linie 60 und der 25 in die Linie 61. Seit Dezember 2004 fuhren diese zwei Linien einen gemeinsamen Endpunkt am S-Bahnhof Adlershof an, die Streckenführung in Friedrichshagen blieb dagegen unverändert. Im September 2011 wurden beide Linien in Adlershof über eine Neubaustrecke bis zur Schleife Karl-Ziegler-Straße verlängert. Zum Fahrplanwechsel im Dezember 2015 wurde die gemeinsame Führung nach Adlershof aufgegeben, die Linie 60 fährt seitdem über Oberschöneweide nach Johannisthal, Schleife Haeckelstraße.
| Linie | von                          | über                                               | nach                              | Länge   |
| ----- | ---------------------------- | -------------------------------------------------- | --------------------------------- | ------- |
|       | Johannisthal, Haeckelstr.    | Fürstenwalder Damm – Bölschestraße – Müggelseedamm | Friedrichshagen, Altes Wasserwerk | 14,1 km |
|       | Adlershof, Karl-Ziegler-Str. | Müggelseedamm – Bölschestraße – Fürstenwalder Damm | Rahnsdorf, Waldschänke            | 13,6 km |

Da die beiden Außenäste zum Wasserwerk und Rahnsdorf nur gering ausgelastet sind, kamen in den 2000er Jahren wiederholt Stilllegungsüberlegungen auf. Bereits seit dem Fahrplanwechsel im Dezember 2004 kam es zu einer Ausdünnung des Angebotes durch die Einstellung der Linie 61 nach 20 Uhr. Bei einer Stilllegung dieser Abschnitte hätte es eine Linienführung ähnlich wie bis 1921 gegeben, die Linien 60 und 61 würden gegenläufig durch die Bölschestraße fahren. Die Stilllegungspläne wurden 2008 vorläufig zurückgenommen.

## Infrastruktur

### Strecke
Die Bahn verlief vom Bahnhof durch die 1,1 Kilometer lange Friedrichstraße (heute: Bölschestraße) bis zur Ecke Seestraße (heute: Müggelseedamm) und bog dann links in diese ein. Die Endhaltestelle befand sich etwa auf Höhe der Kreuzung Seestraße Ecke Mühlenweg (heute: Josef-Nawrocki-Straße). Die 1895 in Betrieb genommene Bahn zum Wasserwerk führte weiter die Seestraße entlang bis zur Walderseestraße, wo sich die Kuppelendstelle befand. 1977 wurde diese Endstelle mit einer zweigleisigen Wendeschleife versehen.

Pferdebahnen in der Friedrichstraße um 1895

Die Bahn war zunächst eingleisig mit Ausweichen. 1895 wurde die Strecke innerhalb der Friedrichstraße zweigleisig ausgebaut, die Fortführung zum Wasserwerk ist dagegen bis heute eingleisig mit einer Ausweiche auf Höhe der Haltestelle Bruno-Wille-Straße.

### Depot
Das Depot der Friedrichshagener Straßenbahn befand sich in der Seestraße im Anschluss an die Endhaltestelle Bellevue. Es wurde bei der Übernahme durch die SSC geschlossen und als Spritzenhaus weiterverwendet. 1981 erfolgte der Abriss des Gebäudes; dabei wurden noch Gleisreste aus Pferdebahnzeiten ausfindig gemacht.
Für das Depot werden allerdings auch andere Standorte angegeben, einerseits die Friedrichstraße, andererseits der Mühlenweg. Letzteres Objekt ist zudem als Baudenkmal in der Berliner Landesdenkmalliste aufgeführt.

## Fahrzeugeinsatz
| Wagennr./ Name       | Baujahr | Ausmusterung | Anmerkungen                                                               |
| -------------------- | ------- | ------------ | ------------------------------------------------------------------------- |
| 1–3                  | 1880    | 1906         | Einspänner                                                                |
| 4–6                  | 1880    | 1906         | Sommerwagen                                                               |
| 7                    | 1898    | 1925         | Metropol, 1906 nach Cöpenick Bw 40, 1920 nach Berlin Bw 1569              |
| Helene Auguste Georg | 1891    | 1924         | Dampflokomotiven, 1894 nach Crefeld Lok 11–13, 1902/04 in die Niederlande |

Die Bahn verfügte über drei Dampflokomotiven und sechs Wagen, über die eingesetzten Pferde sind keine Informationen vorhanden.
Die nur in den Sommermonaten eingesetzten Lokomotiven mit Namen Helene, Auguste und Georg wurden 1891 von der Hohenzollern AG in Düsseldorf-Grafenberg mit den Werksnummern 635, 636 und 639 gebaut. Nach der Umstellung auf reinen Pferdebahnbetrieb wurden sie an die Crefeld-Uerdinger Localbahn verkauft, wo sie unter den Nummern 11 bis 13 weiterliefen. 1902/04 gelangten sie von dort aus an die niederländische Maatschappij tot Exploitatie van Tramwegen sowie 1915 weiter an die Noord-Zuid-Hollandsche Tramweg-Maatschappij. 1924 erfolgte ihre Verschrottung.
Bei den Personenwagen handelte es sich um drei gebrauchte Einspänner der Großen Berliner Pferde-Eisenbahn, Baujahr 1880, sowie drei offene einspännige Sommerwagen. Die geschlossenen Wagen boten 14 Sitzplätze auf zwei gegenüber angebrachten Längsbänken, die Sommerwagen hatten 28 quer angeordnete Sitzplätze. Die Fahrzeuge waren dunkelgrün angestrichen. 1898 wurde der Fuhrpark um einen zweispännigen Metropol-Wagen erweitert; er wurde als einziger von der Cöpenicker Straßenbahn übernommen, wo er die Wagennummer 40 erhielt. Er wurde 1925 ausgemustert.
Nachdem ab 1906 die Wagen der SSC zum Einsatz gekommen waren, wurde mit dem Anschluss nach Berlin der Wagenpark in Cöpenick um Triebwagen der ehemaligen Heiligenseer Straßenbahn sowie Beiwagen der ehemaligen Berliner Elektrischen Straßenbahnen ergänzt.

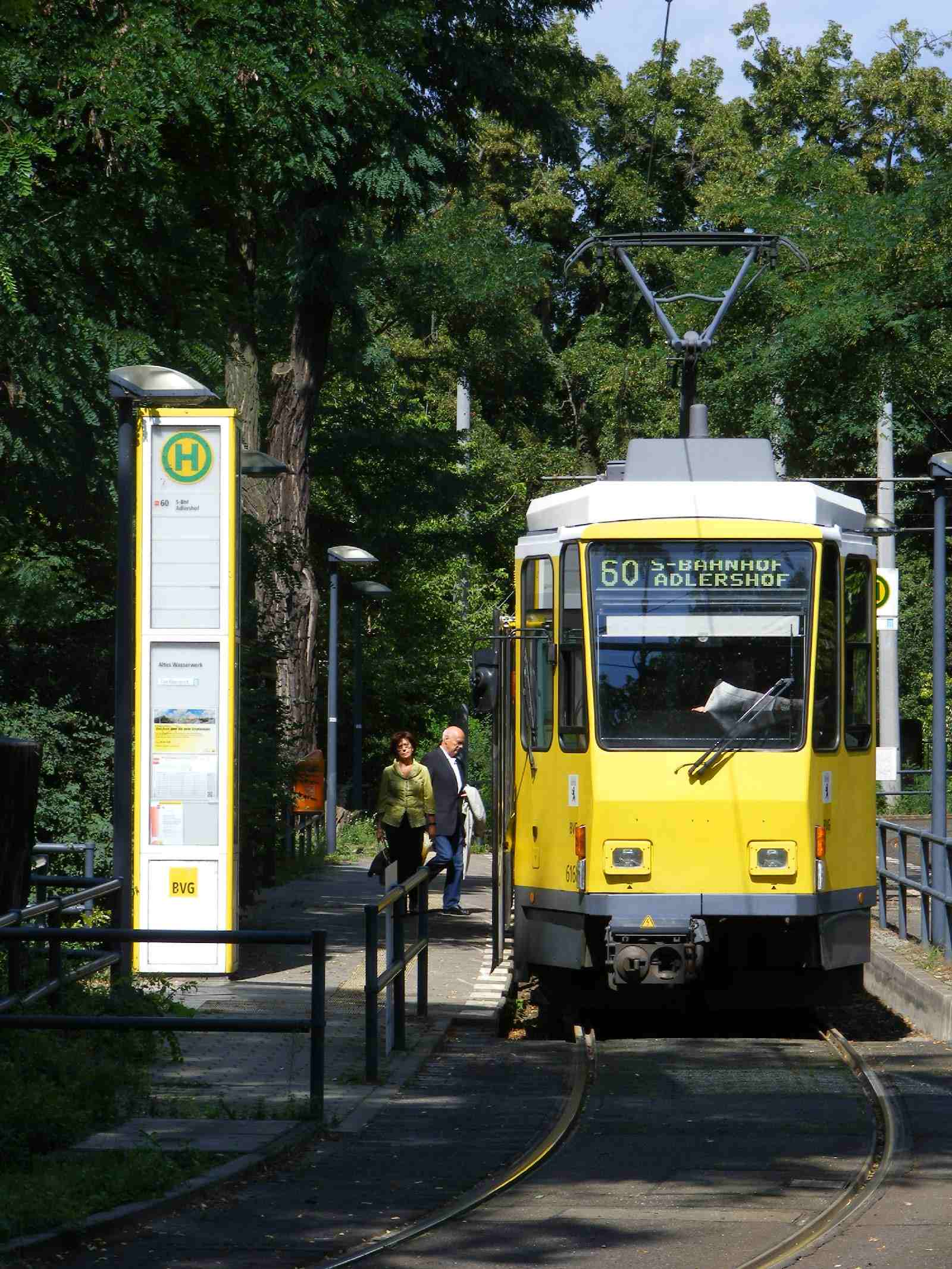
Tatra KT4 auf der Linie 60 an der Endhaltestelle Altes Wasserwerk

Der vornehmlich aus Altbaufahrzeugen bestehende Fahrzeugpark wurde ab den 1960er Jahren schrittweise durch Großraumwagen der Waggonfabrik Gotha sowie Rekowagen des Reichsbahnausbesserungswerk Schöneweide ersetzt. Einhergehend mit der Modernisierung des Fuhrparks wurden Wendeschleifen für diese Einrichtungsfahrzeuge gebaut. Da die 84 erst 1977 am Wasserwerk sowie 1980 am Altglienicker Ende eine Schleife erhielt, verkehrten bis 1969 ausschließlich Altbaufahrzeuge auf der Linie. Sie wurden anschließend durch Zweirichtungs-Rekowagen ersetzt. Die Rekowagen bestimmten auch nach 1980 weiterhin das Bild. Ab Beginn der 1990er Jahre erfolgt ihre Ersetzung durch den Typ T6A2D des tschechischen Herstellers ČKD Tatra. Danach erfolgte der Einsatz auf den Linien 60 und 61  mit Tatra-Wagen des Typs KT4D, jetzt mit Niederflurfahrzeugen des Typs GT6U.

## Tarif
Die einfache Fahrt kostete zur Betriebseröffnung zunächst zehn Pfennig. Im Herbst 1891 beabsichtigte der Betreiber die Einführung von Familien-Abonnements, 40 Fahrten zum Preis von drei Mark. Ob es zur Ausgabe dieser Sammelkarten kam, ist jedoch nicht bekannt.
Mit der Eröffnung der Bahn zum Wasserwerk wurde der Fahrpreis für die gesamte Strecke auf 15 Pfennig erhöht und Teilstrecken zum Preis von je zehn Pfennig eingeführt. Die Teilstrecken liefen einerseits vom Bahnhof Friedrichshagen zur Kreuzung Seestraße Ecke Kaiserstraße sowie von der Kreuzung Seestraße Ecke Friedrichstraße zum Wasserwerk.
Der Zusammenschluss mit Cöpenick brachte im Dezember 1906 einen erneuten Tarifwechsel. Für Fahrten zwischen beiden Gemeinden war ein Fahrpreis von 15 Pfennig (Kinder 10 Pfennig) zu entrichten. Fahrten innerhalb einer Gemeinde kosteten einheitlich 10 Pfennig (Kinder 5 Pfennig). Mit Beginn des Ersten Weltkrieges wurde dann vermutlich ein 10-Pfennig-Einheitstarif in Cöpenick eingeführt. Ab 1918 kam es inflationsbedingt zur mehrfachen Erhöhung der Fahrpreise, bevor diese durch den Berliner Einheitstarif abgelöst wurden.